# Stade Aimé-Giral
Pour les articles homonymes, voir Giral (homonymie).
Le stade Aimé-Giral est un stade situé en plein cœur de Perpignan, dans le département français des Pyrénées-Orientales en région Occitanie.

## Historique
Le stade porte le nom d'Aimé Giral, demi d'ouverture de l'AS Perpignan et héros de la finale du Championnat de France 1914 en passant la transformation de la gagne à la fin du match et mort pour la France pendant la Première Guerre mondiale à l'âge de 19 ans.
Depuis 1940, il est le stade de l'USA Perpignan, club de rugby à XV évoluant en Top 14.
Il est victime d'un incendie criminel dans la nuit du 4 au 5 juillet 2025 causant 300 000 Euro de dégâts. Le zone dédiée aux commentateurs, deux loges voisines et une partie de la toiture de la tribune Chevalier a été ravagée par les flammes.

## Description

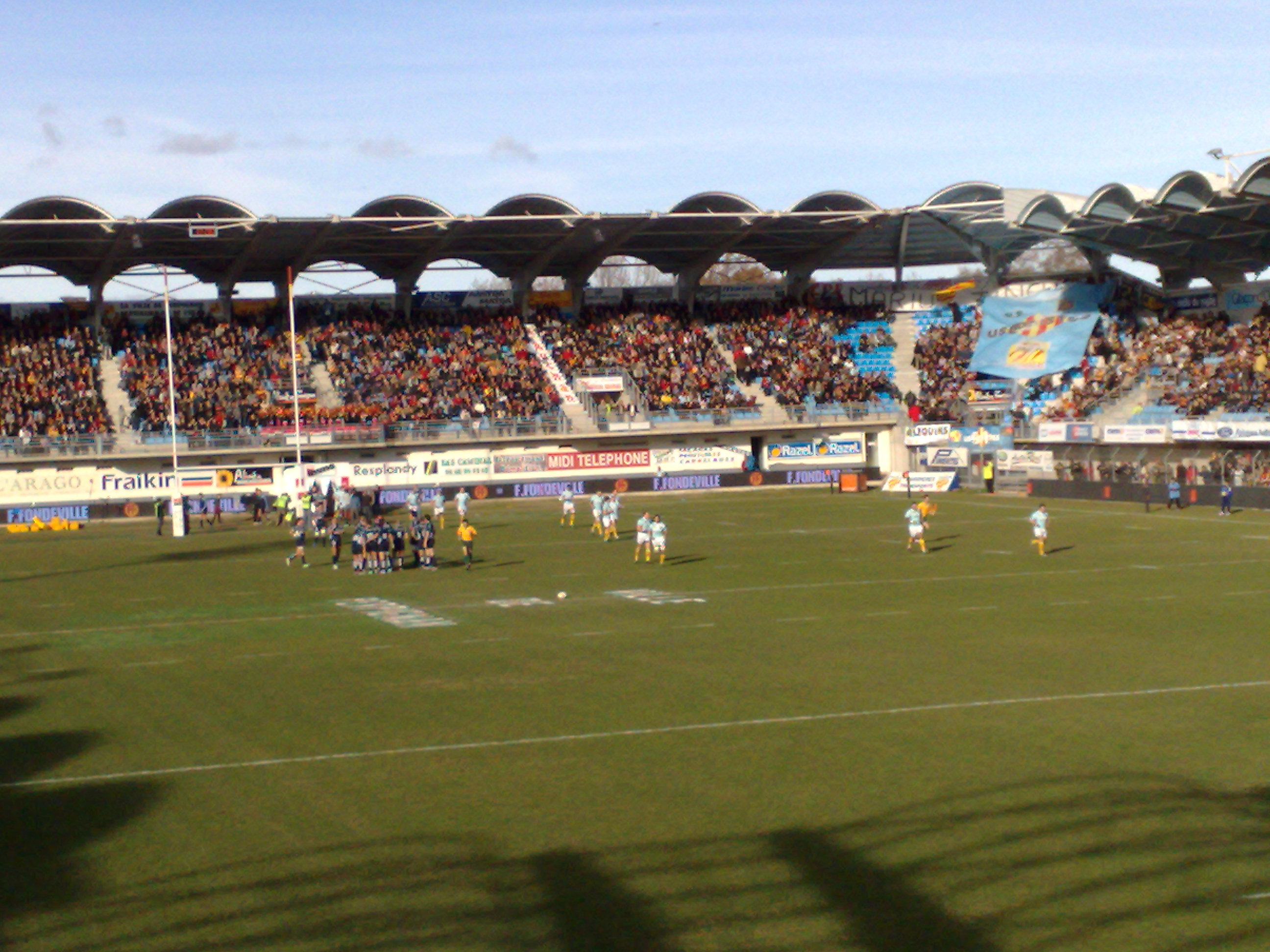
Vue du stade lors du match opposant l'USAP au Castres olympique le 20 décembre 2008.

Les deux tribunes latérales portent les noms de  Jep Desclaux et de Jules Chevalier. La tribune Fernand Vaquer abritant les vestiaires est située derrière les poteaux, à une extrémité du terrain. La seconde de ce type a été construite en 2008 à l'autre extrémité et porte le nom de Bernard Goutta, ancien capitaine de l'USA Perpignan, tout juste retraité pour devenir entraîneur des avants de l'équipe. Le toit de cette tribune est équipé de panneaux solaires, afin de fournir une partie des besoins énergétiques du stade.

## Les supporters
L'USA Perpignan est le club de Top 14 qui totalise le plus grand nombre de penyes (club de supporters). Il en existe 24 dont quatre en Catalogne Sud, une en Andorre, une dans le Var, une à Paris et une à Toulouse. L'USA Perpignan compte 11 500 abonnés pour la Saison 2010/2011, ce qui rend l'obtention d'une place assise difficile pour les non-abonnés.[réf. nécessaire]
Les supporters catalans sont connus pour être fidèles et très chauds. Il n'est pas rare d'assister à de véritables marées humaines lors des matchs de phases finales de leurs équipes. Lors de la finale du championnat de France 1998, la première qui se déroula au Stade de France, les autorités parisiennes furent débordées par le nombre de supporters catalans venus faire le déplacement pour assister à la rencontre. Pas moins de 40 000 supporters avaient fait le déplacement. Lors de la finale du Top 14, les supporters catalans ont pour habitude de se réunir sur le Champ-de-Mars afin de déguster la traditionnelle grillade et cargolade catalanes.[réf. nécessaire]
L'USA Perpignan a vu rajeunir ses supporters avec la création d'une association Els Nins de l'USAP, regroupant les enfants dans la Tribune Goutta.
Bien qu'elle soit vue de l'extérieur comme un manque de respect, la "bronca" est une tradition qui accompagne l'entrée sur le terrain de l'équipe adverse.[réf. nécessaire]

### Les penyes du département
- Munt Y Mar
- Penya dels trabucayres amb l'USAP
- Club des supporters Arrels de l'USAP
- Els amics de Pezilla
- Les Ultras de lUSAP
- Les Arlequins
- Les Barretines
- Les Farfadets[6]
- Penya els Sang i Or amb l'USAP
- La Bronca 2003 amb l'USAP[7]
- Les Usapistes[8]
- Colla USAP
- Penya Biscotte
- Angelets de la Terra[9]
- Penya Cap XV Saint-Cyprien
- La Penya des cheutemis

### Les penyes hors du département
- Penya de l'Aude
- Penya varoise de l'USAP
- Els de París amb l'USAP[10]
- Els de Tolosa[11]
- Les Catalans de Paris[12]

### La penya andorrane
- Penya els Andosins

### Les penyes catalanes
- Penya dels trabucayres catalana amb l'USAP (délégation catalane de la "Penya dels trabucayres amb l'USAP) : https://www.penyatrabucaires.cat
- Els Amics Rugbi Empordà (Figueras)
- Penya Barcelonista Usapista Avant (Barcelone)
- Buc (Barcelone)
- Penya la LLeganya de Vilanova i la Geltrú (Vilanova i la Geltrú)[13]

## Le monument aux morts

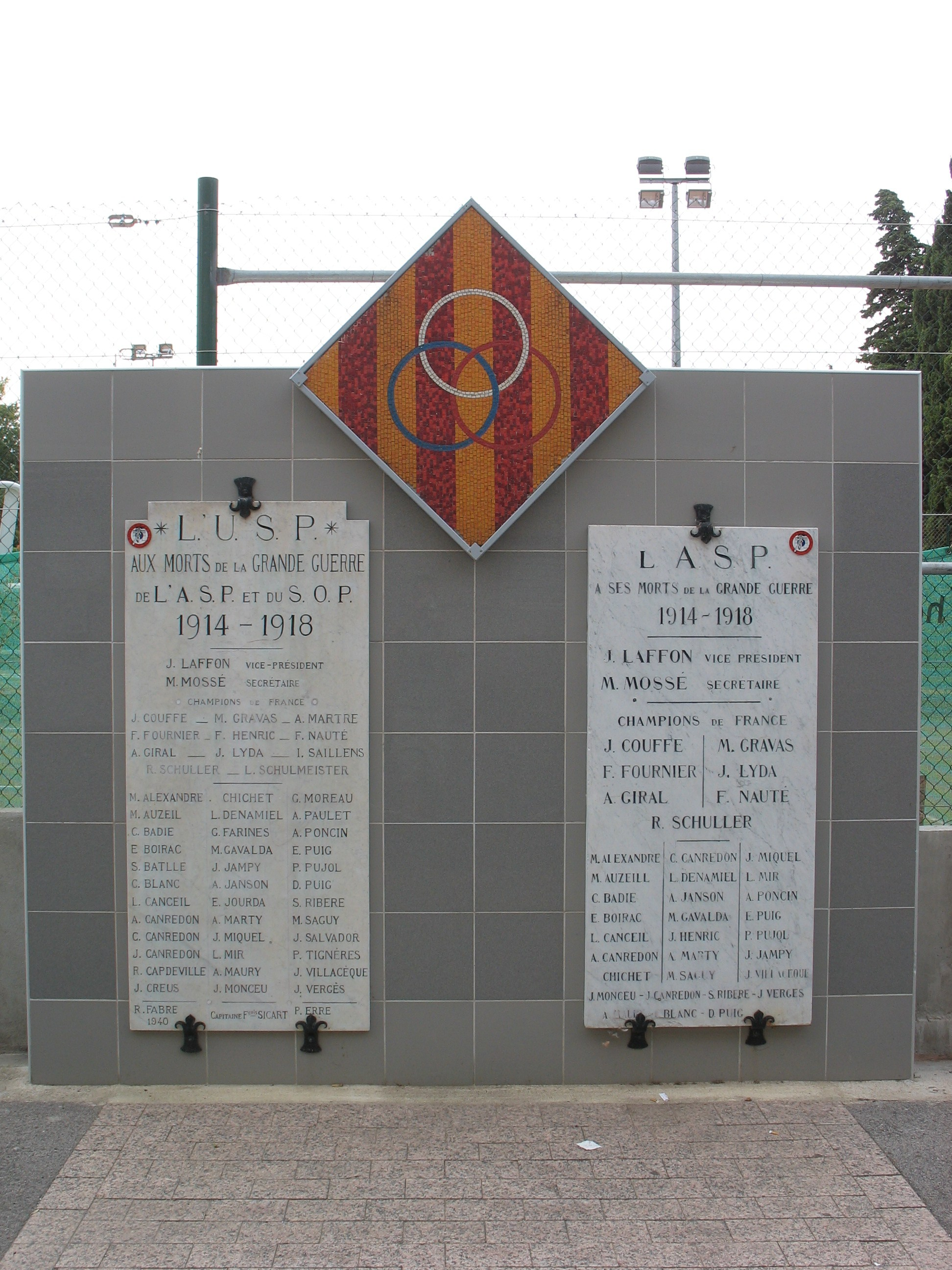
Monument aux morts du Stade Aimé-Giral

Le monument aux morts des joueurs de l'Union sportive arlequins Perpignan-Roussillon est un monument situé à l'entrée du stade Aimé-Giral de Perpignan et concerne les joueurs des deux clubs catalans de 1914, l'Association sportive perpignanaise (ASP) et le Stade Olympien Perpignanais (SOP), tombés lors de la Première Guerre mondiale.

### Le monument à Jean Laffon
Inauguré le 2 mars 1919 au stade de la Route de Thuir (futur stade Jean-Laffon), le monument aux morts ne concernait que les joueurs de l'ASP tombés pour la France. Ils furent sept de l'équipe ayant disputé la finale le 3 mai 1914 :
- Raymond Schuller, talonneur né le 11 juin 1890 à Toulouse, soldat au 53e Régiment d'Infanterie (53e RI), tué le 20 août 1914 à Rorbach-lès-Dieuze.
- Maurice Gravas, 2e ligne né le 26 novembre 1885 à Millas, soldat au 44e Régiment d'Infanterie Coloniale (44e RIC), tué le 20 septembre 1914 à Bielly-Vieville.
- François Fournier,  demi de mêlée né le 23 février 1888 à Canet, sous-lieutenant au 53e Régiment d'Infanterie (53e RI), tué le 24 septembre 1914 à Bois-de-la_Mazelle.
- Joseph Lida, 3e ligne né le 4 janvier 1891 à Canet, sous-lieutenant au 53e Régiment d'Infanterie (53e RI), tué le 1er novembre 1914.
- François Nauté, 2e ligne né le 27 février 1893 à Torreilles, caporal au 53e Régiment d'Infanterie (53e RI), tué le 9 novembre 1914 à Zillebecke (Belgique).
- Aimé Giral, demi d'ouverture né le 8 août 1895 à Perpignan, aspirant au 80e Régiment d'Infanterie (80e RI), tué le 22 juillet 1915 à Somme-Suippes.
- Joseph Couffe, arrière né le 19 septembre 1894 à Perpignan, sous-lieutenant au 80e Régiment d'Infanterie (80e RI), tué le 30 septembre 1915 à Massiges.

À ces sept joueurs, il faut aussi ajouter Jean Laffon, dirigeant et vice-président du club décédé le 21 juillet 1916, le trésorier du club, Marcel Mossé (mort au combat le 5 août 1915) et les 28 autres joueurs des équipes réserves du club tombés pour la France.
Ce premier monument fut financé par une souscription lancée par le journal catalan le Cri Catalan durant le conflit.
Après la fusion entre les clubs de l'ASP et le SOP (qui donna naissance au club de l'Union sportive perpignanaise ou USP), une autre plaque de marbre fut ajoutée pour mentionner les joueurs du SOP tombés eux aussi pendant le conflit dont plusieurs étaient des anciens joueurs de l'ASP. Au total, ils sont 49 joueurs et dirigeants des deux clubs perpignanais à avoir été tués lors du conflit.

### Le transfert à Aimé Giral
En septembre 1940, en raison de loyers impayés du stade Jean-Laffon, le club, devenu alors Union sportive Arlequins perpignanais, doit s'exiler au stade Aimé Giral. Le monument aux morts n'est pas oublié et est transféré dans le nouveau stade du club.
D'abord situé au bord du terrain, à côté de l'entrée principale du stade, il est ensuite déplacé derrière la tribune Chevalier, en face de l'entrée et de la boutique de l'USAP, lors de la rénovation du stade dans les années 2000.

## Le mur des légendes
Dans le but de graver à jamais les grands noms de joueurs passés par l'USAP, François Rivière et la direction du club ont décidé de lancer en novembre 2016 un « mur de légendes ». À travers ce projet, le club a voulu mettre en lumière les joueurs qui, par leur investissement dans le passé, ont fait du club ce qu'il est devenu aujourd'hui.
Inauguré le 31 mars 2017 lors de la réception du Biarritz Olympique, le mur des légendes possède à ce jour plusieurs milliers de « briques » sur lesquelles joueurs historiques, supporters et personnalités du club catalan se retrouvent.
Ce mur fut gravé par Valentin Autones tout au long de son apprentissage en marbrerie. Avec notamment, le fameux slogan « La La La Legendària ».  